# San Miguel las Palomas
San Miguel las Palomas är en ort i Mexiko.   Den ligger i kommunen Zinapécuaro och delstaten Michoacán de Ocampo, i den södra delen av landet, 180 km väster om huvudstaden Mexico City. San Miguel las Palomas ligger 2 054 meter över havet och antalet invånare är 223.
Terrängen runt San Miguel las Palomas är kuperad. Runt San Miguel las Palomas är det ganska tätbefolkat, med 93 invånare per kvadratkilometer. Närmaste större samhälle är Acámbaro, 15,4 km norr om San Miguel las Palomas. I omgivningarna runt San Miguel las Palomas växer huvudsakligen savannskog.